# San Diego
San Diego – miasto w Stanach Zjednoczonych w stanie Kalifornia położone nad Oceanem Spokojnym oraz siedziba hrabstwa o tej samej nazwie.
Drugie co do wielkości miasto w Kalifornii (po Los Angeles) i ósme w Stanach Zjednoczonych. Znane z licznych plaż i łagodnego klimatu. W rankingu najbogatszych miast w Stanach Zjednoczonych stworzonym przez magazyn Forbes San Diego zdobyło piąte miejsce.

## Historia

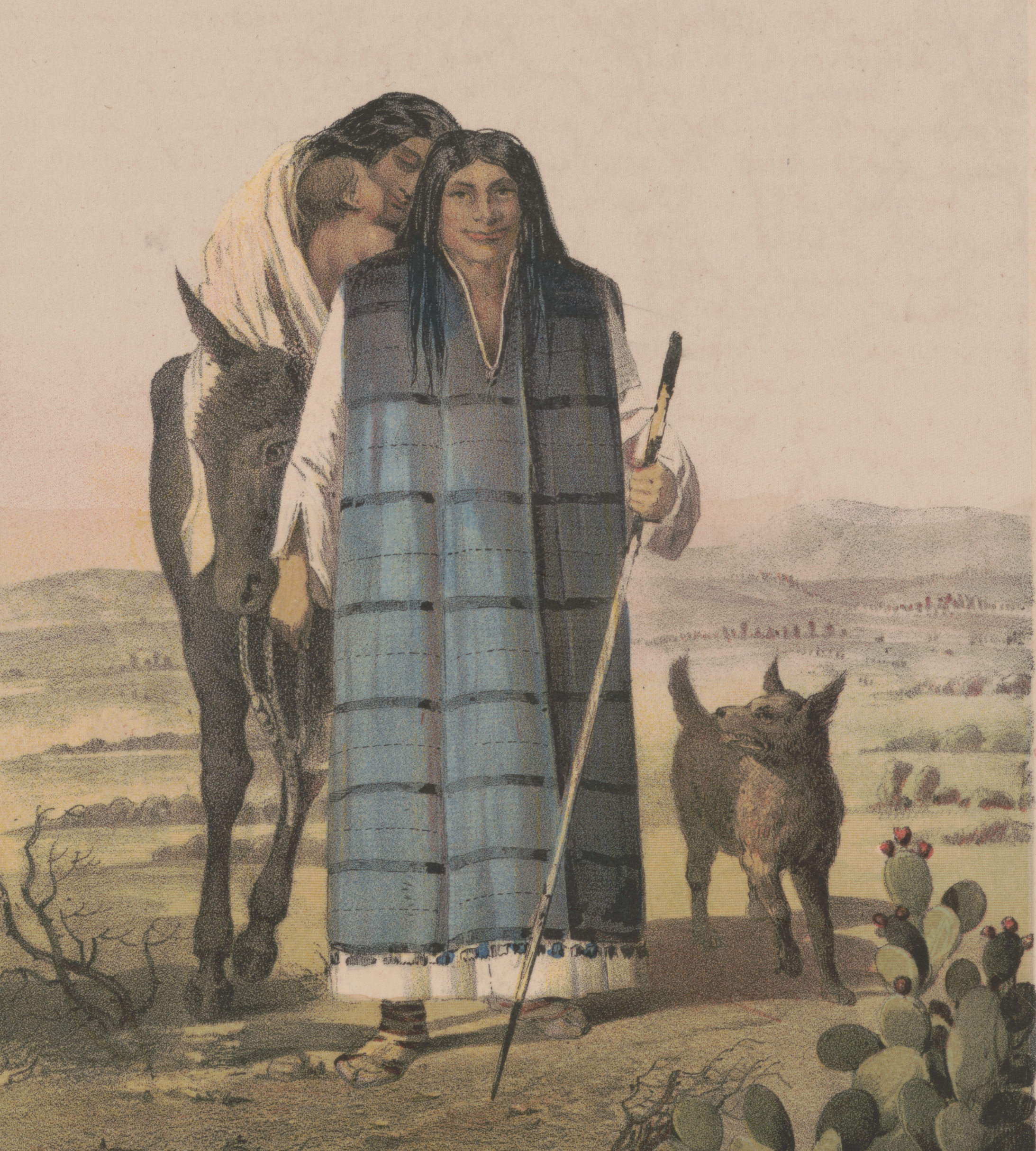
Indianie Kumeyaay, rdzenni mieszkańcy okolic San Diego

Okolice San Diego były zamieszkane już 10 tys. lat temu przez Indian Kumeyaay. W 1542 roku dopłynął tu Juan Rodríguez Cabrillo, portugalski odkrywca podróżujący pod hiszpańską banderą. Cabrillo ogłosił, że zatoka należy do Hiszpanii i nazwał miejsce San Miguel.
W 1602 roku w okolice dzisiejszego San Diego przybył Sebastián Vizcaíno, aby stworzyć mapę Kalifornii. Vizcaíno postanowił nazwać dzisiejsze rejony Mission Bay i Piont Loma San na cześć świętego Dydaka (hiszp. San Diego). W 1769 powstał tam pierwszy fort w okolicy dzisiejszego Old Town San Diego State Historic Park, a w 1797 roku – misja chrześcijańska Mission San Diego de Alcalá prowadzona przez franciszkanina, ojca Junípero Serra.
Pierwsze zabudowania miejskie powstały w San Diego w okolicach dzisiejszego Old Town San Diego State Historic Park. Lokalizacja nie była jednak idealna – ludzie osiedlili się zbyt daleko do oceanu, portu i szlaków żeglugi. Pod koniec lat 60. XIX wieku tutejszy kupiec Alonzo Horton postanowił przenieść główną część miasta na brzeg oceanu, tam gdzie obecnie znajduje się centrum (Downtown). Zbudował pierwsze budynki i namówił do tego samego innych zamożnych mieszkańców. Miasto zaczęło bardzo dynamicznie się rozwijać.

## Geografia
Miasto położone jest na południowo-zachodnim krańcu Kalifornii i kontynentalnego USA, ok. 2 godzin jazdy samochodem od Los Angeles. Na południu graniczy z Meksykiem. Po stronie meksykańskiej znajduje się miasto Tijuana. Na zachodzie – Ocean Spokojny, na wschodzie – pasmo gór (Laguna Mountains) i pustynny Park Stanowy Anza-Borrego. Samo miasto poprzecinane jest kanionami. Przez miasto przepływa rzeka San Diego (ang. San Diego River).

### Klimat
W San Diego występuje klimat śródziemnomorski. Lata są suche i ciepłe, zimy – łagodne. Średnia temperatura roczna to +18,0 °C (średnie maksimum +21,6 °C a średnie minimum +14,5 °C), roczny opad wynosi 274 mm (średnio 43 dni z opadami >¼ mm). Opady występują głównie od stycznia do marca, 52–58 mm miesięcznie. Latem temperatura w dzień wynosi od +22 do +26 °C, tylko przez kilka dni w roku osiąga +32 °C. Roczne nasłonecznienie wynosi 3057 godz. Zimy są łagodne, z temperaturami od +16 do +19 °C.
W najbardziej suchych i gorących miesiącach na wzgórzach w okolicy miasta często wybuchają pożary. W 2003 ogromny pożar zwany Cedar Fire (ogłoszony największym pożarem w Kalifornii w ciągu ostatnich 100 lat) zniszczył ponad 1200 km² lasów, zniszczył 2200 domów i spowodował śmierć 15 osób. Równie duże pożary miały miejsce w 2007 roku.
| Miesiąc | Sty  | Lut  | Mar  | Kwi  | Maj  | Cze  | Lip  | Sie  | Wrz  | Paź  | Lis  | Gru  | Roczna |
| --- | ---- | ---- | ---- | ---- | ---- | ---- | ---- | ---- | ---- | ---- | ---- | ---- | ------ |
| Średnie temperatury w dzień [°C]                                                                            | 19.1 | 19.0 | 19.4 | 20.4 | 20.8 | 22.1 | 24.1 | 25.2 | 25.1 | 23.7 | 21.5 | 18.9 | 21,6   |
| Średnie dobowe temperatury [°C]                                                                             | 14.7 | 15.0 | 15.9 | 17.2 | 18.2 | 19.6 | 21.5 | 22.4 | 22.1 | 20.1 | 17.1 | 14.4 | 18,2   |
| Średnie temperatury w nocy [°C]                                                                             | 10.2 | 11.1 | 12.5 | 13.9 | 15.6 | 17.0 | 18.9 | 19.7 | 19.0 | 16.4 | 12.7 | 9.9  | 14,7   |
| Opady [mm]                                                                                                  | 50   | 56   | 37   | 17   | 7    | 1    | 2    | 0    | 3    | 13   | 20   | 42   | 249    |
| Średnia liczba dni deszczowych                                                                              | 6.5  | 7.1  | 6.2  | 3.8  | 2.2  | 0.7  | 0.7  | 0.3  | 0.9  | 2.4  | 3.7  | 5.8  | 40,3   |
| Wilgotność [%]                                                                                              | 63   | 66   | 67   | 67   | 71   | 74   | 75   | 74   | 73   | 69   | 66   | 64   | 69     |
| Średnie usłonecznienie [h]                                                                                  | 239  | 227  | 261  | 276  | 251  | 242  | 305  | 295  | 253  | 243  | 230  | 231  | 3055   |
| Źródło: NOAA (liczba dni z opadami dla wartości 0,3 mm, port lotniczy San Diego, 6 km od oceanu, 1991-2020) |      |      |      |      |      |      |      |      |      |      |      |      |        |

| Sty  | Lut  | Mar  | Kwi  | Maj  | Cze  | Lip  | Sie  | Wrz  | Paź  | Lis  | Gru  | Rok  |
| ---- | ---- | ---- | ---- | ---- | ---- | ---- | ---- | ---- | ---- | ---- | ---- | ---- |
| 15,1 | 14,8 | 15,2 | 15,9 | 17,0 | 18,1 | 19,4 | 19,9 | 19,2 | 18,4 | 17,1 | 15,8 | 17,2 |

## Gospodarka

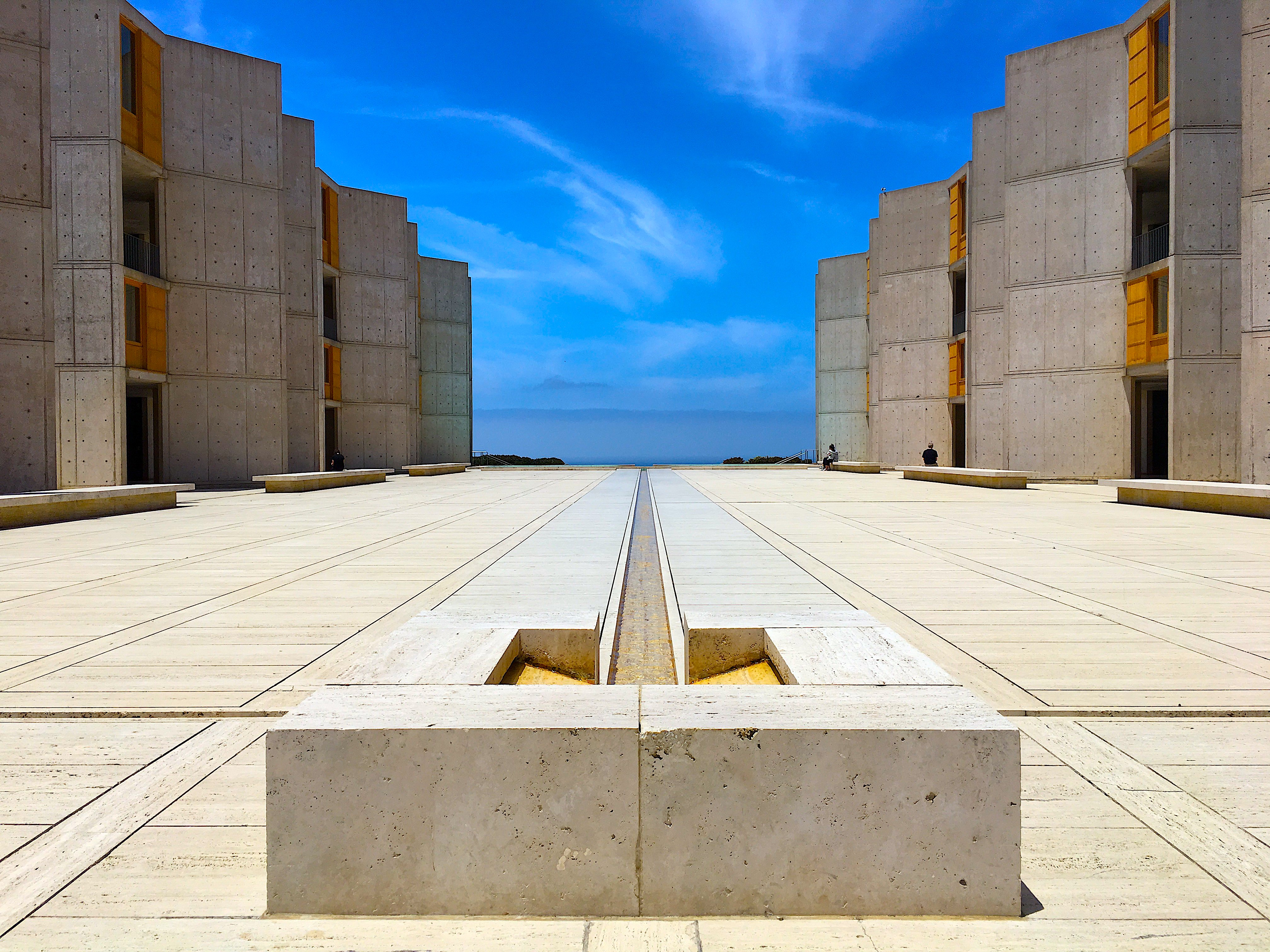
Salk Institute for Biological Studies (2019)

Główne gałęzie gospodarki San Diego to przemysł obronny, elektroniczny i turystyka. W połowie pierwszej dekady XXI wieku, według rankingu amerykańskiego instytutu The Milken Institute, miasto stało się czołowym ośrodkiem rozwoju biotechnologii. Swoje siedziby albo centra badawcze ma tutaj wiele największych firm biotechnologicznych (m.in. Neurocrine Biosciences, Nventa Biopharmaceuticals, BD Biosciences, Biogen Idec, Integrated DNA Technologies, Merck, Pfizer, Élan, Genzyme, Cytovance, Celgene, Vertex). Znajdują się tu także znane instytuty badawcze: The Scripps Research Institute, Salk Institute for Biological Studies, Burnham Institute oraz Uniwersytet Kalifornijski w San Diego.
San Diego to również ośrodek przemysłu lotniczego, rakietowego i elektronicznego. Dobrze rozwinięty jest tu przemysł stoczniowy, metalowy, spożywczy, poligraficzny i odzieżowy. Znajdują się tu wielkie zakłady odsalania wody morskiej. San Diego jest też ważnym węzłem drogowym i posiada międzynarodowy port lotniczy San Diego International Airport.
W San Diego znajduje się wiele instalacji wojskowych, wliczając w to porty marynarki wojennej (US Navy) oraz marines: Marine Corps Air Station Miramar i Marine Corps Recruit Depot San Diego. Miasto jest portem macierzystym największej na świecie flotylli wojennej, składającej się z trzech superlotniskowców (USS „John C. Stennis”, USS „Nimitz” oraz USS „Ronald Reagan”), pięciu dużych okrętów desantowych, kilku atomowych okrętów podwodnych i licznych mniejszych okrętów.

## Edukacja i nauka

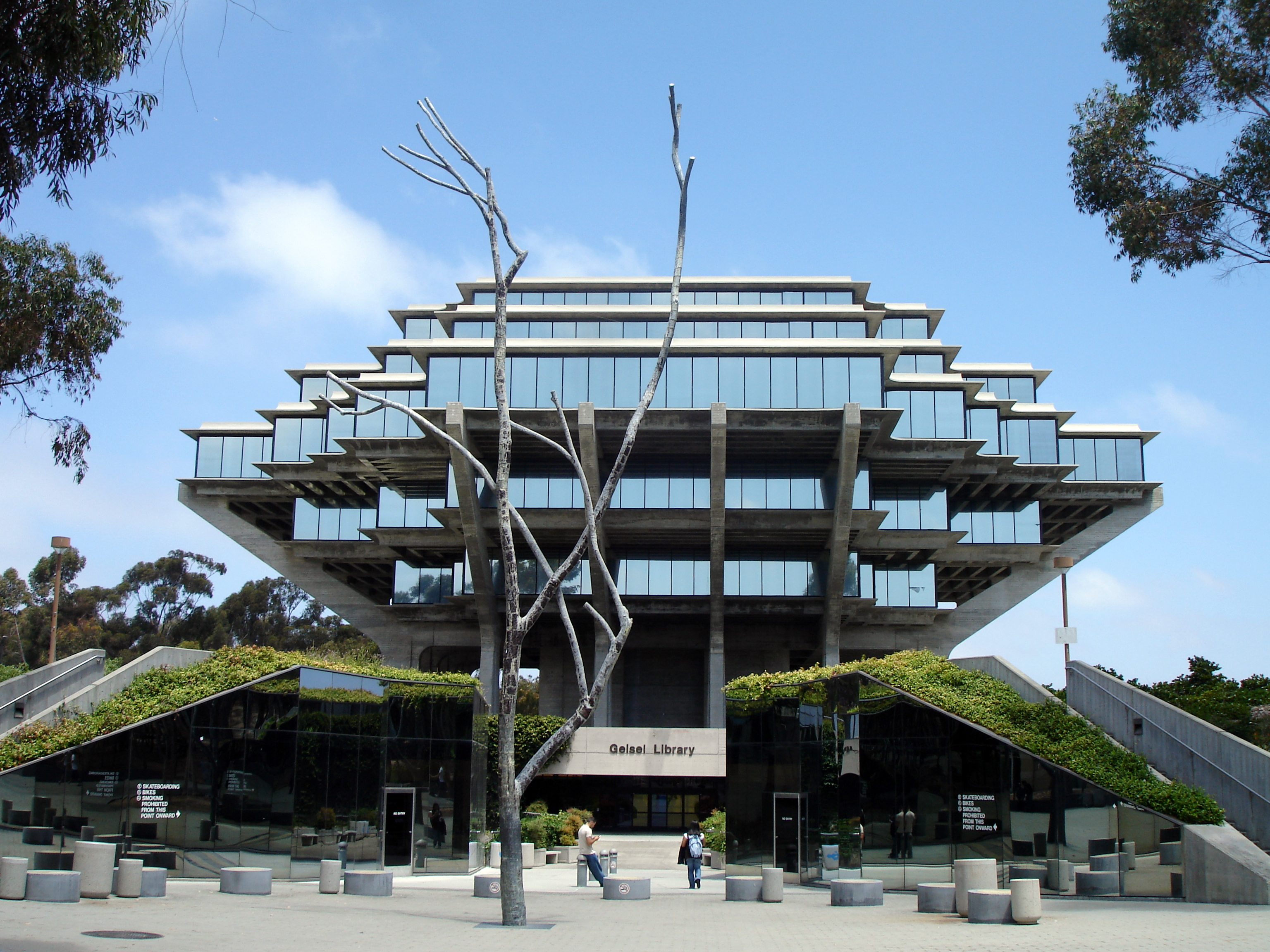
Geisel Library - główna biblioteka Uniwersytetu Kalifornijskiego w San Diego (2008)

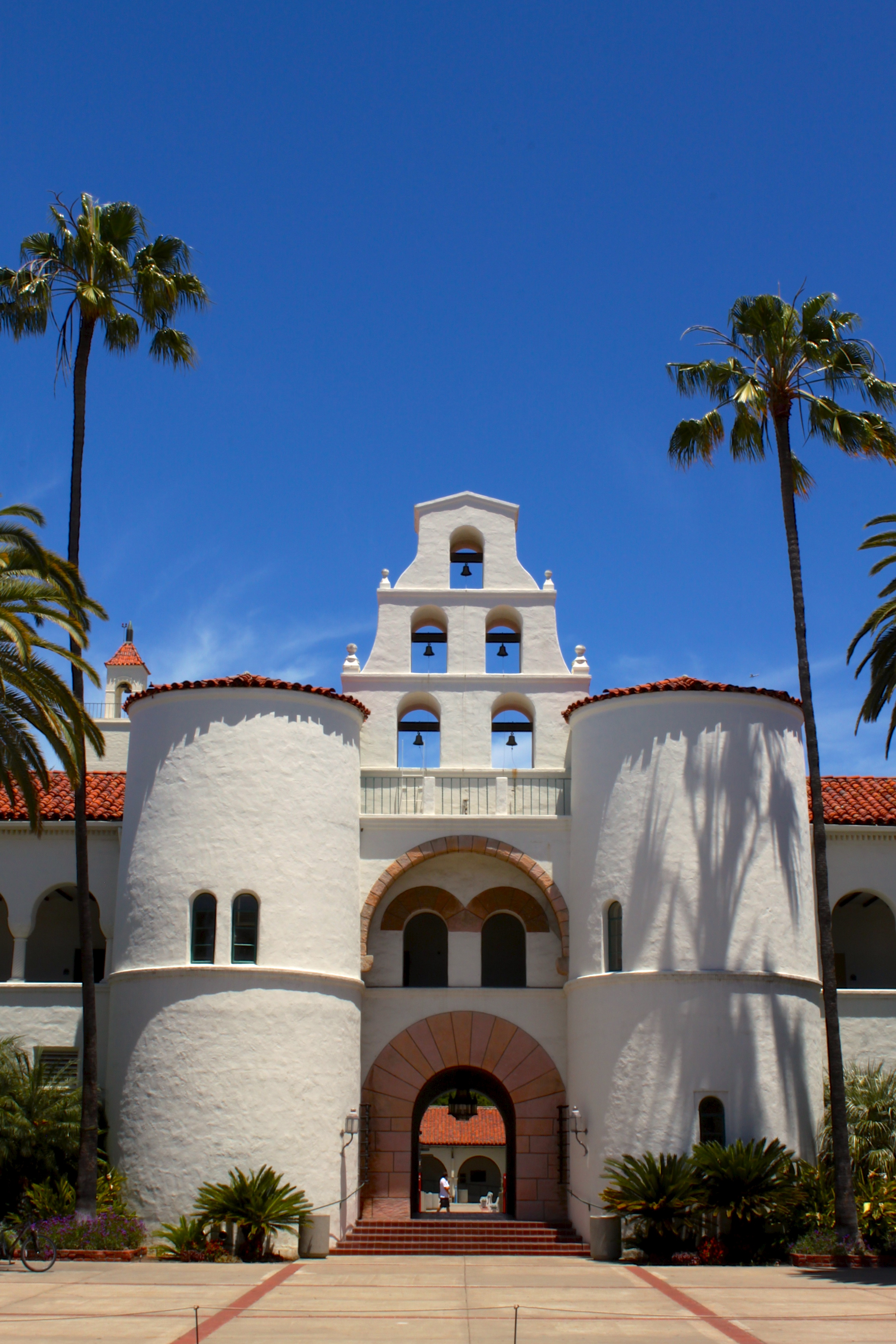
Heppner Hall w San Diego State University (2013)

Według U.S. Census Bureau, 40,4% mieszkańców powyżej 25. roku życia ukończyło studia z tytułem licencjata co plasuje San Diego na dziewiątym miejscu w rankingu amerykańskich miast pod względem wykształcenia. W 1960 roku powstał tu University of California, San Diego, zwany UCSD, jeden z dziesięciu uniwersytetów wchodzących w skład systemu Uniwersytetu Kalifornijskiego. UCSD to uczelnia znana szczególnie z osiągnięć w naukach ścisłych, biologicznych, medycznych, informatycznych, biotechnologicznych i ekonomii. Dziewięciu spośród jej naukowców to laureaci Nagrody Nobla. Obecnie wykłada tam sześciu Noblistów: Renato Dulbecco (medycyna,1975), Harry Markowitz (ekonomia, 1990), Paul J. Crutzen (chemia, 1995), Mario J. Molina (chemia, 1995), Robert F. Engle (ekonomia, 2003), Roger Tsien (chemia, 2008). Dwunastu naukowców z UCSD to doradcy ds. klimatu i środowiska Ala Gore’a, laureata Pokojowej Nagrody Nobla z 2007 roku. Wśród wykładowców UCSD są też laureaci Nagrody Pulitzera, Nagrody Tony, Medalu Fieldsa, Nagrody MacArthur Foundation, National Medal of Science, Kyoto Prize, National Humanities Medal i innych. W rankingu Uniwersytetu Jiao Tong w Szanghaju z 2009 roku Uniwersytet Kalifornijski w San Diego uzyskał trzecie miejsce wśród publicznych uniwersytetów w Stanach Zjednoczonych. W rankingu U.S. News & World Report z 2009 roku – zdobył 7. miejsce wśród amerykańskich uniwersytetów publicznych. UCSD uważany jest za jeden z najbardziej ekologicznych kampusów w USA.
Uczelnie w San Diego:
- Uniwersytet Kalifornijski w San Diego
- San Diego State University
- University of San Diego (katolicki)
- Point Loma Nazarene University
- Alliant International University
- San Diego Community College District
- National University
- San Diego Christian College
- John Paul the Great Catholic University
- Coleman University
- University of Redlands School of Business
- Design Institute of San Diego (DISD)
- Fashion Institute of Design & Merchandising’s San Diego
- NewSchool of Architecture and Design
- Pacific Oaks College San Diego Campus
- The Art Institute of California, San Diego
- Southern States University (SSU)
- Woodbury University School of Architecture’s

## Demografia
Według amerykańskiego spisu powszechnego z 2010 roku w samym San Diego mieszka 1 307 402 osób, a w granicach aglomeracji 3 miliony.

## Sport i rekreacja
W San Diego swoje siedziby ma wiele klubów:

### Drużyny sportowe

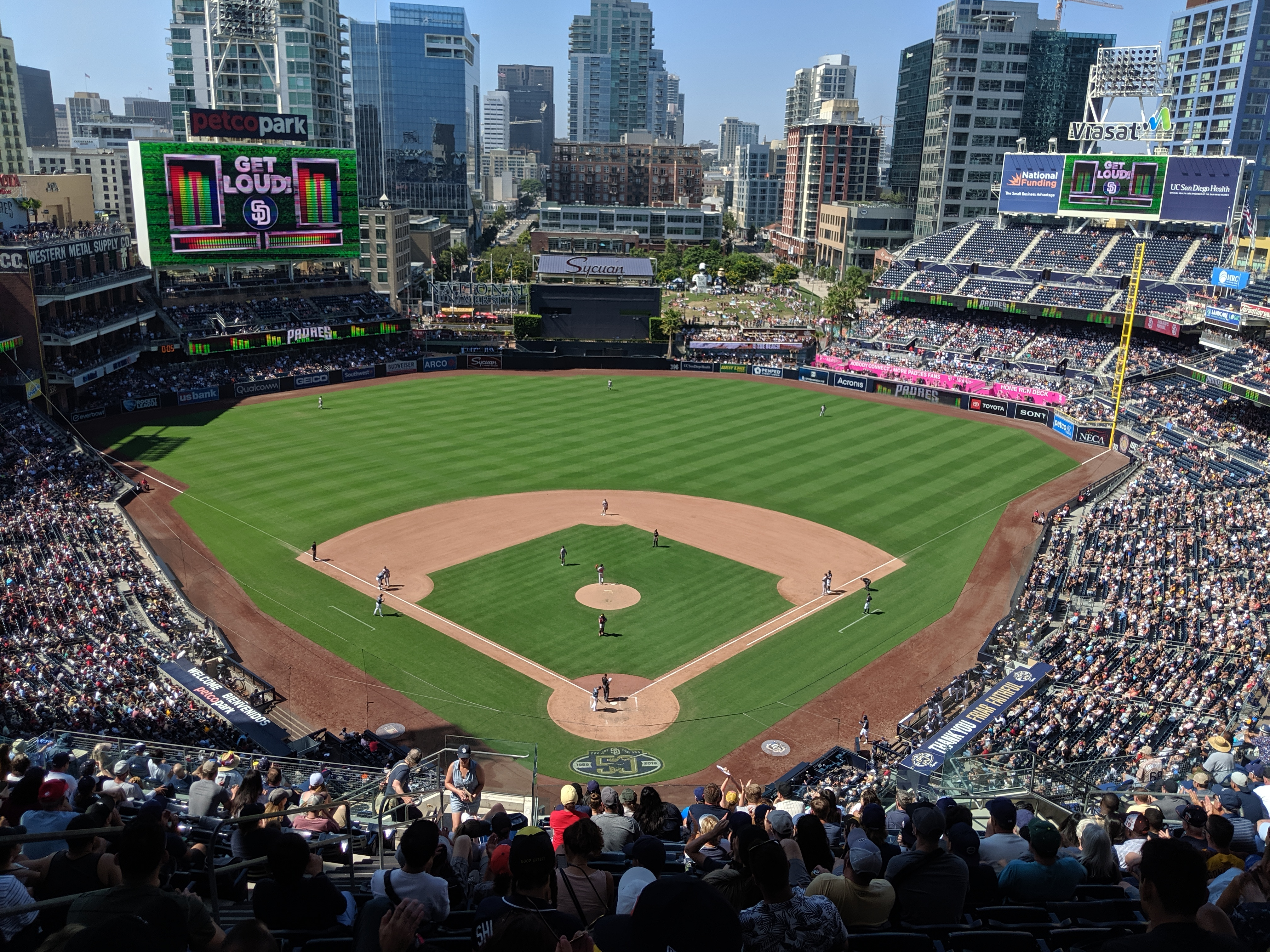
Zawodnicy San Diego Padres rozgrywający mecz bejsbolowy na stadionie Petco Park w 2019 roku

- San Diego Padres – baseball (Zachodnia Dywizja National League (MLB))
- San Diego Sockers – piłka nożna (PASL-Pro)
- San Diego Seduction – futbol amerykański [żeński] (LFL)
- So Cal Scorpions – futbol amerykański [żeński] (IWFL)
- San Diego State Aztecs – drużyny San Diego State University (NCAA Division I)
  - Futbol Amerykański
  - Koszykówka
  - Baseball
  - Piłka nożna
- San Diego Gulls (Jr.A) – hokej (WSHL)

### Nieistniejące już drużyny sportowe
- San Diego Clippers – koszykówka, obecnie Los Angeles Clippers (NBA)

## Kultura

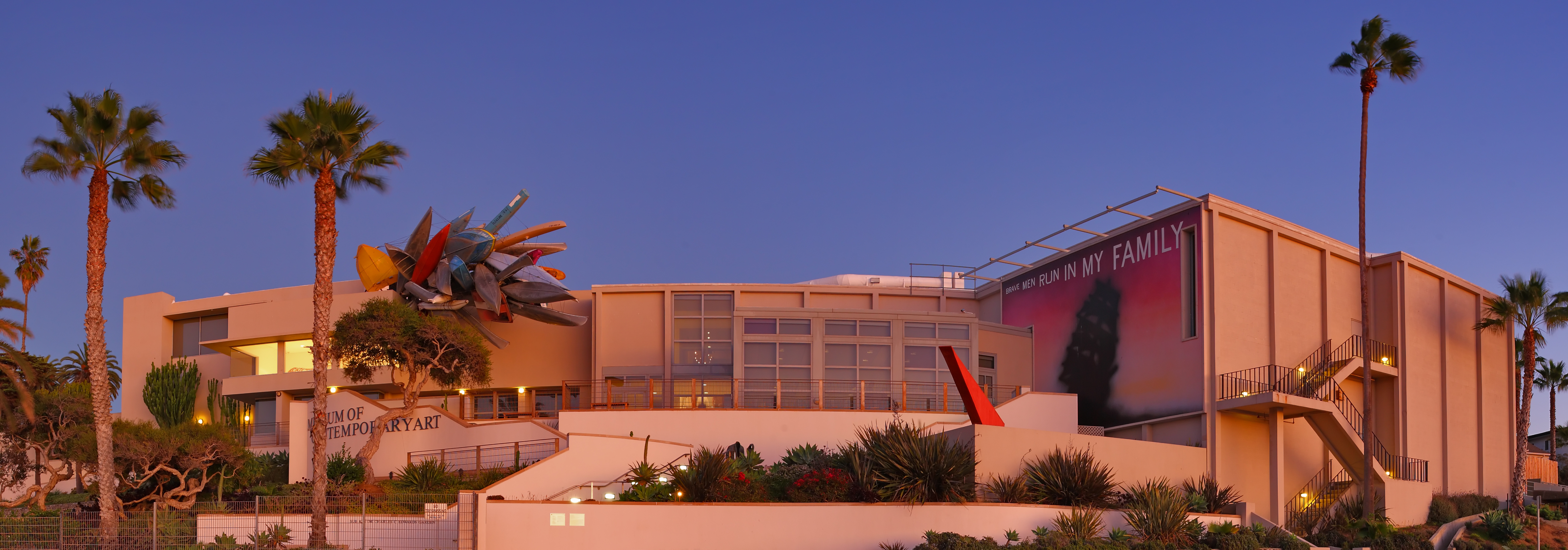
Museum of Contemporary Art San Diego (Muzeum Sztuki Współczesnej w San Diego) w 2008 roku

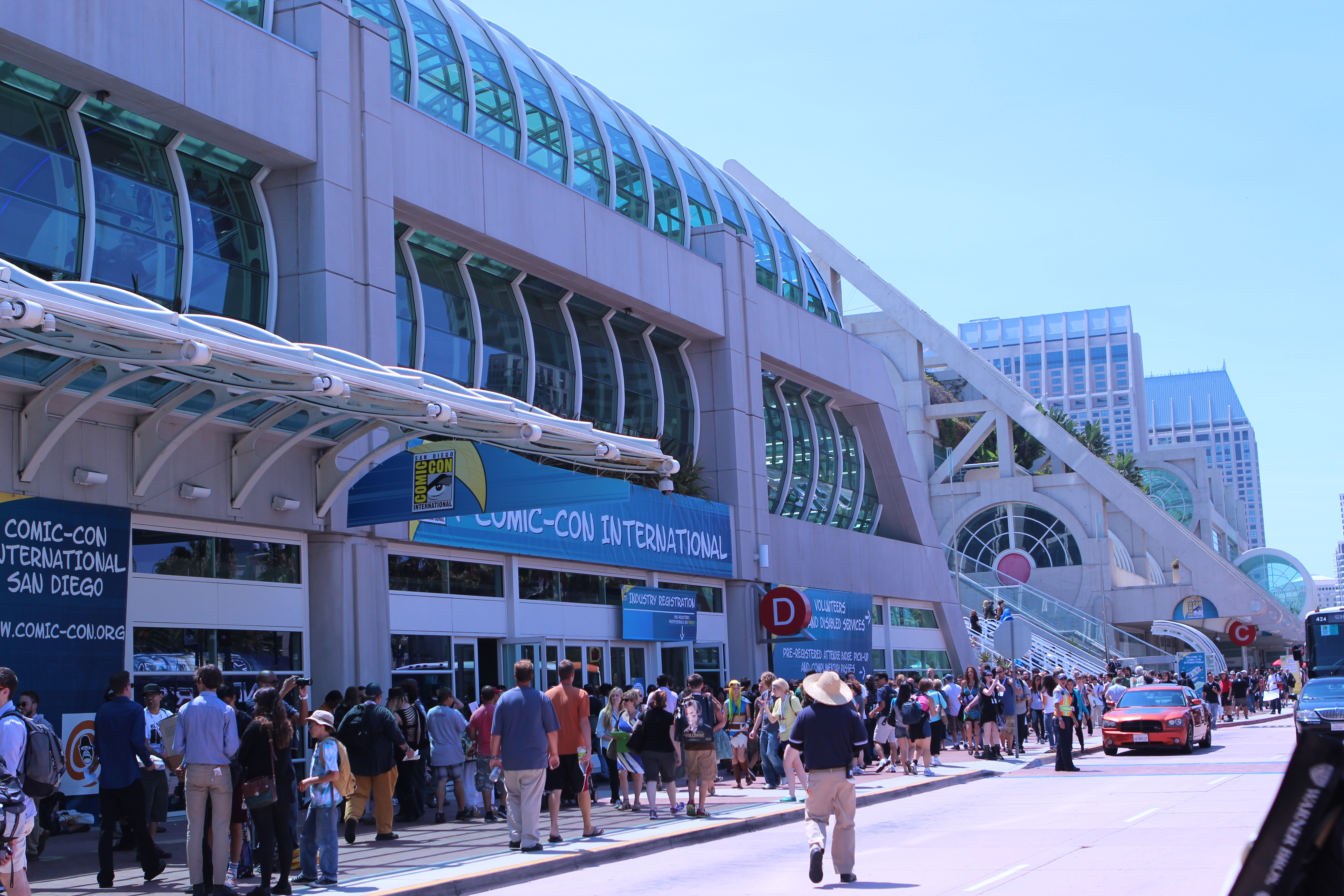
San Diego Comic-Con (2013)

W San Diego znajduje się wiele galerii i muzeów (m.in. San Diego Museum of Art, Museum of Contemporary Art San Diego, The Timken Gallery, The Mingei International Museum, The Museum of Photographic Arts, The Museum of the Living Artist, The Museum of Man, The San Diego Natural History Museum, The Reuben H. Fleet Science Center, The San Diego Air & Space Museum, The San Diego Children’s Museum).
Opera – The San Diego Opera została uznana przez „Opera America” – The National Service Organization for Opera za jedną z najlepszych w USA. Działa też Symfonia The San Diego Symphony, chór The San Diego Master Chorale oraz La Jolla Symphony and Chorus i Orchestra Nova. Darmowe koncerty muzyki poważnej odbywają się regularnie w Spreckels Organ Pavillion, w Balboa Park, gdzie znajdują się największe na świecie organy postawione na świeżym powietrzu.
Odbywa się tu jeden z największych w Stanach Zjednoczonych festiwali filmów latynoamerykańskich San Diego Latino Film Festival, którego gośćmi są m.in. Alfonso Cuarón, Gael García Bernal, Diego Luna.
W San Diego jest wiele teatrów, najbardziej znane to: działający od 70 lat The Old Globe Theatre oraz The La Jolla Playhouse, którego dyrektorem jest dwukrotny zdobywca Nagrody Tony Des McAnuff. Cztery przedstawienia stworzone w San Diego zostały uhonorowane nagrodami Tony, ponad trzydzieści zostało przeniesionych na Broadway. Popularne teatry w San Diego to: The Joan B. Kroc Theatre at Kroc Center’s Performing Arts Center, The San Diego Repertory Theatre at the Lyceum Theatres, Lyric Opera San Diego i Starlight Theatre. Jest tu też spora scena teatrów niezależnych i pół-amatorskich, np. Christian Community Theater, Vanguard Theater, Lamb’s Players Theater, Diversionary Theatre i San Diego Junior Theatre.
Co roku w San Diego odbywa się największy międzynarodowy konwent – San Diego Comic-Con, podczas którego wręczna jest Nagroda Eisnera.
W San Diego nakręcono ok. 1000 amerykańskich filmów. Za plan filmowy najczęściej służą plaże, deptaki przy oceanie, wybrzeże, hotele, zabytkowe XIX-wieczne kamienice, parki, stare miasto (plan wielu westernów), port i centrum z wieżowcami. San Diego nazywane jest „filmową siostrą przyrodnią” – malownicze plenery i lokalizacje często wykorzystywane są w filmach, ale zazwyczaj „udają” inne miejsca. Znane filmy nakręcone w San Diego to m.in.: Obywatel Kane (posiadłość Kane’a to Balboa Park), Pół żartem, pół serio (San Diego udaje Florydę), Kaskader z przypadku (kręcony w dzielnicy-kurorcie Coronado, Children’s Pool w La Jolla i Flinn Springs), Top Gun, Mały Nikita, Pearl Harbor, Traffic, U progu sławy, Bliskie spotkania trzeciego stopnia, Kasyno (film) (ostatnia scena), Star Trek (film 2009), Incepcja (biblioteka Geisel Library to Śnieżna Forteca). Pierwszy raz San Diego wykorzystano jako plan filmowy w 1898 roku (nakręcono wtedy m.in. przejazd tramwaju w centrum miasta, okolice Hotelu del Coronado, plaże i wybrzeże).
Z miasta pochodzą znane grupy muzyczne: Stone Temple Pilots, Psychotic Waltz, Disgorge, The Black Heart Procession, Cattle Decapitation, P.O.D., As I Lay Dying.

## Atrakcje turystyczne

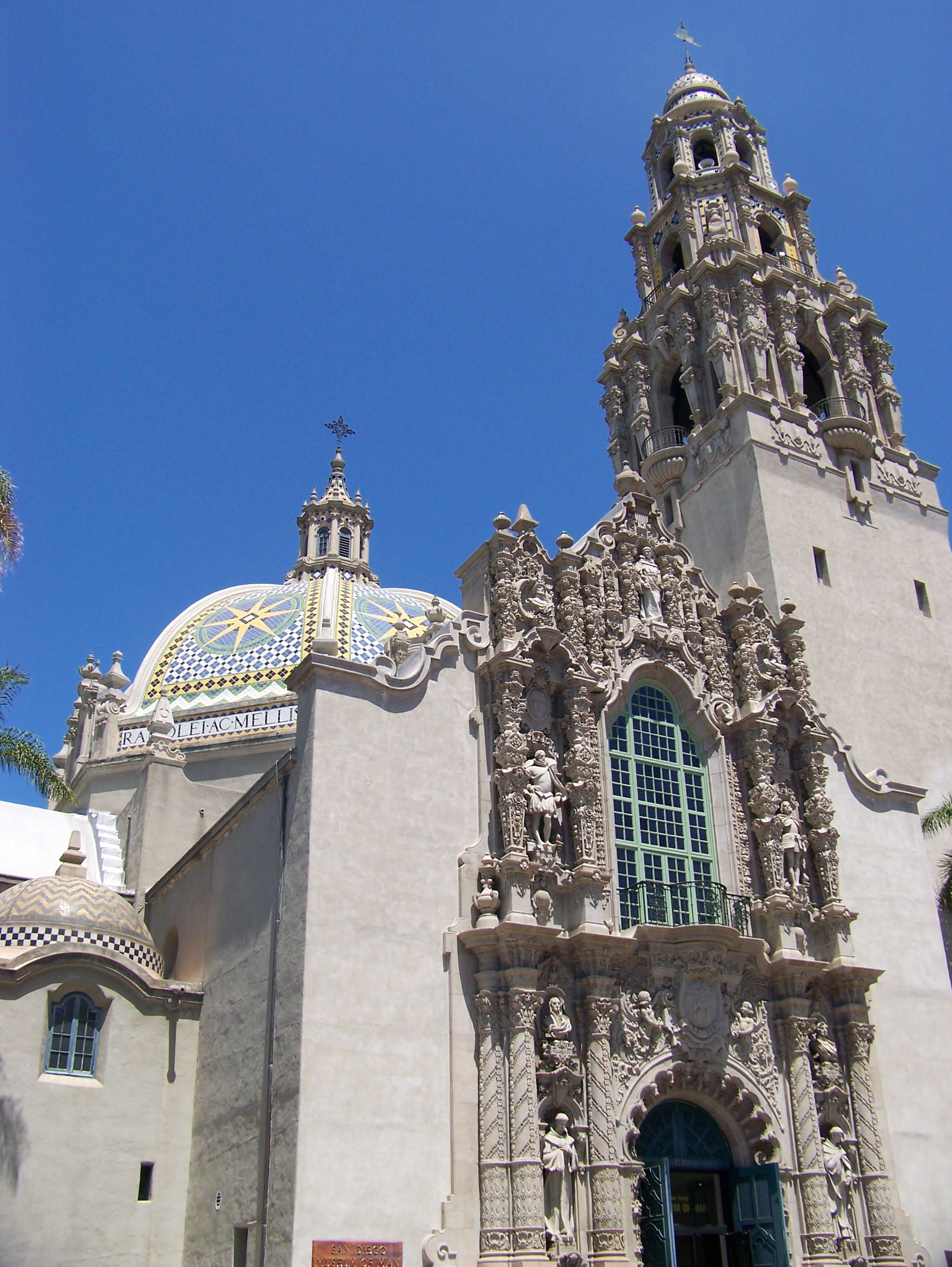
Balboa Park w San Diego, Museum of Man (2008)

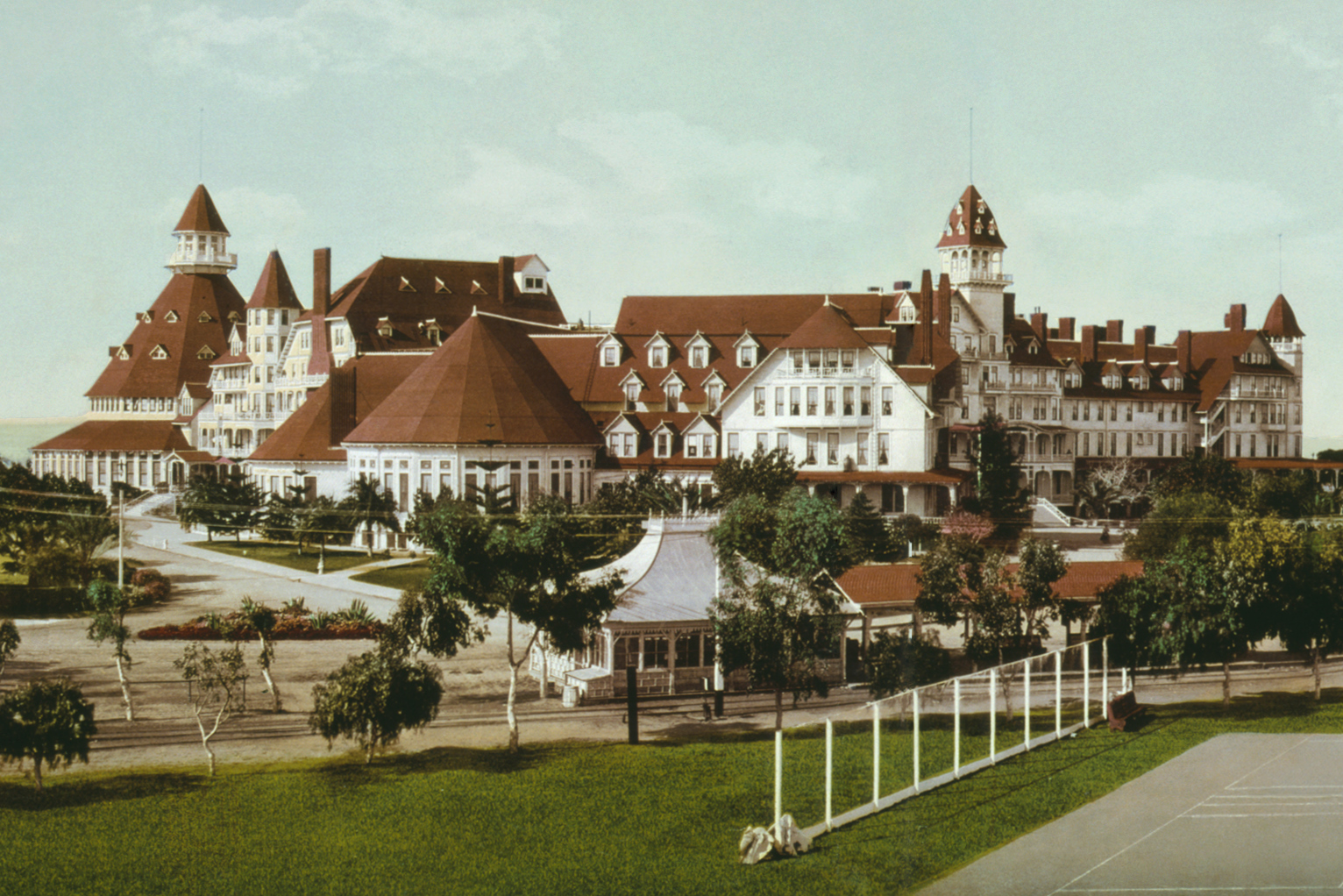
Wiktoriański Hotel del Coronado w San Diego, zdjęcie z około 1900 roku

- Balboa Park z licznymi muzeami, zabytkowymi XIX-wiecznymi i XX-wiecznymi budynkami w stylu hiszpańskim i ogrodami[21]
- Old Town San Diego State Historic Park – stare miasteczko zbudowane w pierwszej połowie XIX wieku, wykorzystywane jako plan filmowy w westernach
- Downtown San Diego – centrum miasta, w którym pierwsze kamienice powstały w drugiej połowie XIX wieku, z Little Italy, starą dzielnicą włoskich rybaków i Gaslamp Quarter, odrestaurowanym XIX-wiecznym kompleksem ulic z latarniami gazowymi
- San Diego-La Jolla Underwater Park[22] – podwodny park narodowy z wieloma gatunkami ryb i ptaków, m.in. rekiny szare, lwy morskie, albatrosy, wieloryby (przepływają nieopodal w czasie corocznej migracji z Hawajów na Alaskę)[23]
- Ocean Beach – dzielnica położona nad oceanem, w latach 60. stała się centrum ruchu hippisowskiego, porównywana do Haight-Ashbury w San Francisco. Charakter z lat 60. i 70. dzielnica zachowała do dzisiaj, jest tam wiele barów, spółdzielni (np. działająca od lat 70. People’s Organic Food Co-op), sklepów vintage, sklepów z żywnością organiczną, hemp shops itp.
- Plaże – m.in. w dzielnicach Pacific Beach, Ocean Beach, Mission Beach, La Jolla i inne
- Wyspa Coronado i zabytkowy wiktoriański Hotel del Coronado, największy drewniany budynek w USA[24]
- Hillcrest – malownicza dzielnica stanowiąca od końca lat 60. XX wieku centrum ruchu LGBT, z licznymi barami i klubami, co roku odbywa się w niej San Diego Pride Parade[25]
- La Jolla – kurort z La Jolla Cove (skalista zatoka z morskimi jaskiniami) i La Jolla Childrens Pool (osłonięta falochronem plaża, rezerwat)
- San Diego Zoo (z pandami wielkimi oraz Frozen Zoo przy San Diego Zoo Conservation Research)[26][27]
- Torrey Pines Reserve (pocięty kanionami nadmorski rezerwat przyrody z unikalną sosną Torrey pine)
- San Diego river estuary (ujście rzeki San Diego z roślinnością słonolubną i ptactwem)
- Star of India – (żaglowiec-muzeum)
- USS Midway (CV-41), lotniskowiec-muzeum
- SeaWorld San Diego – jeden z bardziej znanych w USA parków rozrywki m.in. z orkami i delfinami
- San Diego Sports Arena
- San Diego Wild Animal Park
- Legoland[28]
- San Diego Comic-Con

## Plaże

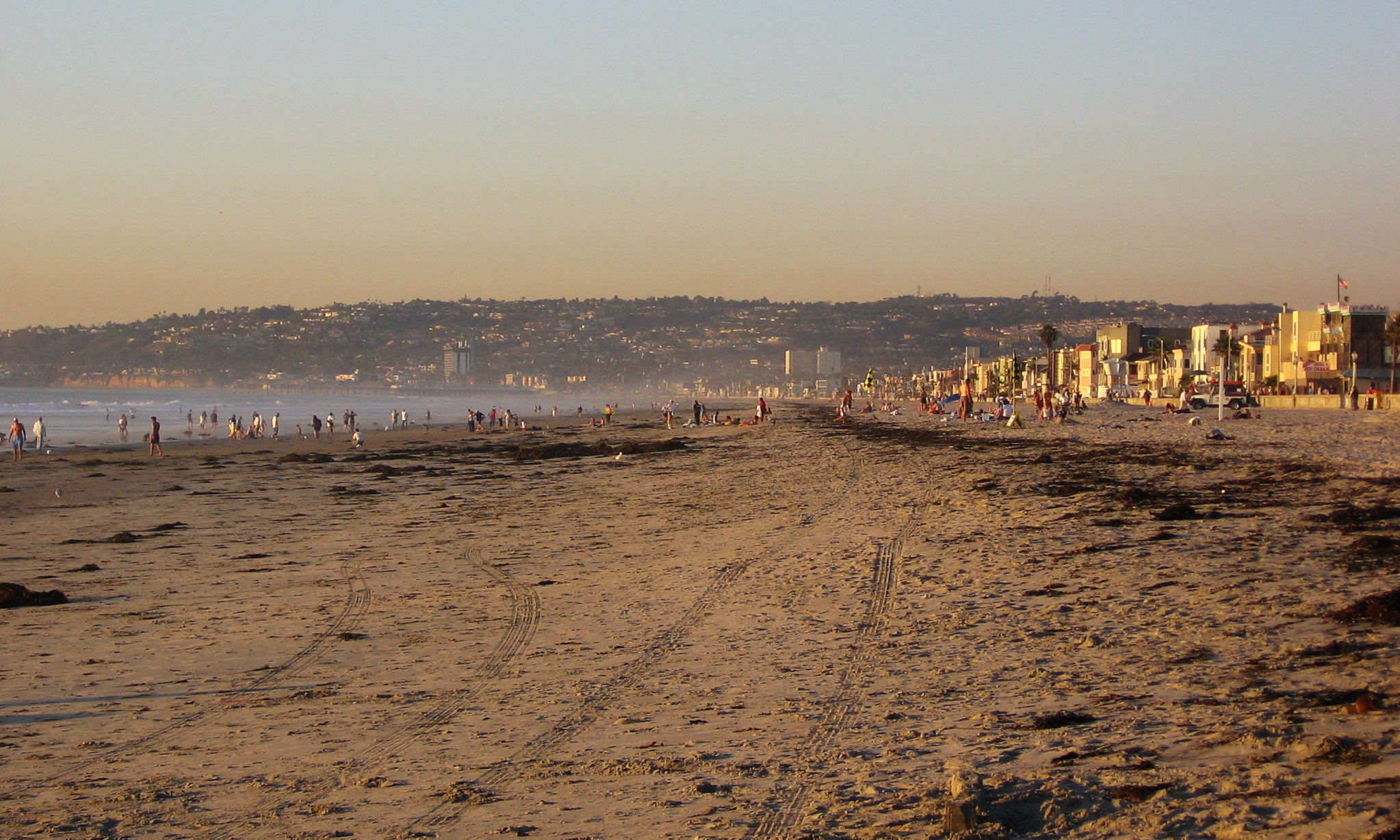
Plaża w dzielnicy Mission Beach w San Diego (październik 2005)

Ze względu na malownicze plaże, dobre warunki pogodowe i wysokie fale miasto jest doskonałym miejscem do uprawiania surfingu. Wytworzyła się tu subkultura surferska (ang. beach culture). Najbardziej znane spoty surfingowe to plaże Swamis i Windansea. Jedna z niewielu zachowanych wzmianek o pierwszych surferach w San Diego (archiwa gazet ucierpiały w licznych pożarach) pochodzi z 1925 roku. To zdjęcie ratownika Charliego Wrighta na tle gigantycznej drewnianej deski surfingowej z gazety „Sun Diego Sun”. Wright był sponsorem jednych z pierwszych w San Diego zawodów surfingowych.

## Znani mieszkańcy San Diego

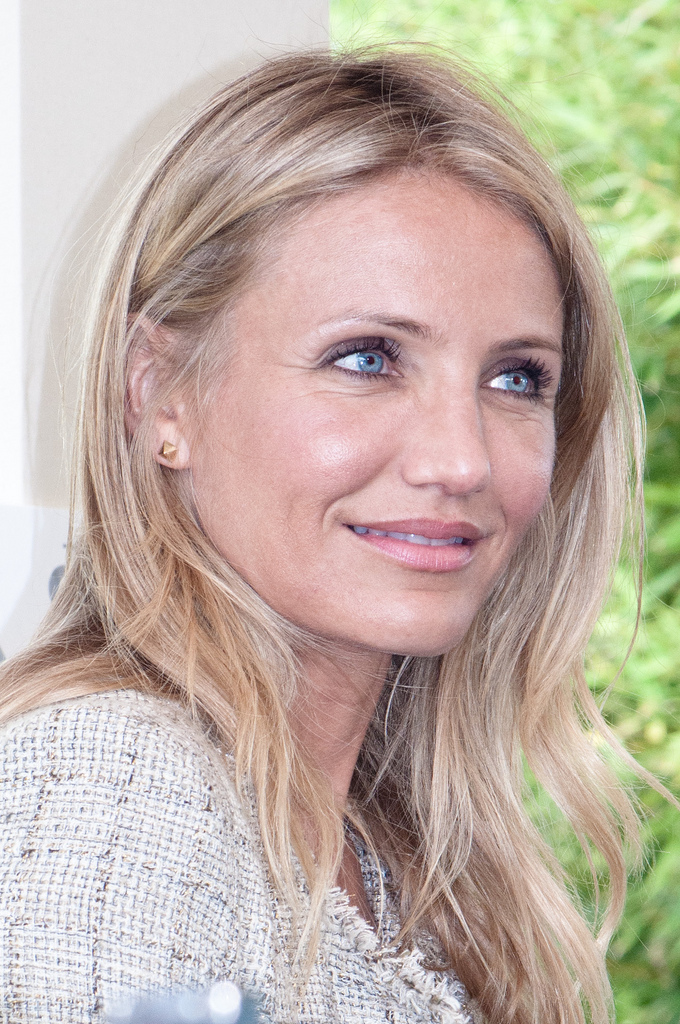
Cameron Diaz

W San Diego mieszkał Theodor Seuss Geisel, pisarz, autor kultowych w USA książek dla dzieci, m.in. Świąt nie będzie, na podstawie której nakręcono dwa filmy w 1966 i 2000 roku. Geisel wraz z żoną ufundowali budynek biblioteki na kampusie University of California, San Diego. Inni znani pisarze z San Diego to Anne Rice, autorka m.in. powieści Wywiad z wampirem, Raymond Chandler i Deepak Chopra. Inni artyści związani z miastem to m.in. Frank Zappa, Matt Cameron, perkusista Pearl Jam, Lew Ayres, Jolene Blalock, Adam Brody, Cameron Diaz, Robert Duvall, Dennis Hopper, Gregory Peck, Raquel Welch, Gore Verbinski.
Wśród polityków i biznesmenów mieszkających w La Jolla, dzielnicy San Diego są m.in. John McCain, Mitt Romney, Ray Kroc, założyciel McDonald’s Corporation, Iriwn Jacobs, założyciel firmy telekomunikacyjnej Qualcomm, Margaret Anne Cargill, współwłaścicielka koncernu Cargill. Z San Diego związanych jest i było wielu znanych naukowców, m.in. twórca psychologii humanistycznej Carl Rogers, Francis Crick, genetyk odkrywca DNA, Clive Granger, ekonomista, laureat nagrody Nobla, Jonas Salk, wirusolog, Kary B. Mullis, Nagrody Nobla z chemii, Barry Sharpless, laureat Nagrody Nobla z chemii.
Z San Diego pochodzi także Rey Mysterio Jr. Jeden z najbardziej rozpoznawalnych wrestlerów na świecie, oraz Kawhi Leonard - koszykarz NBA.

## Polonia w San Diego

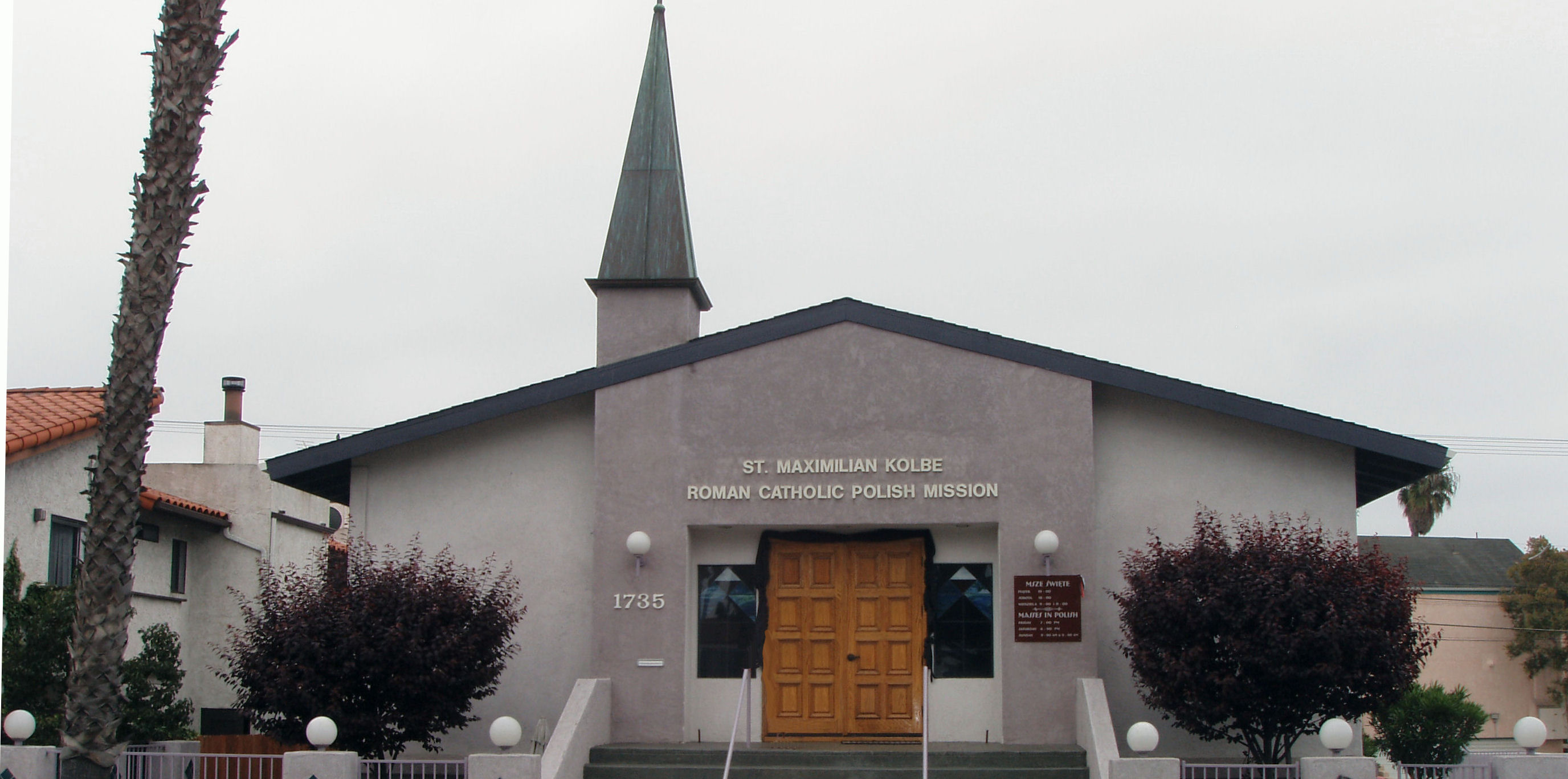
Polska Misja św. Maksymiliana Kolbe w San Diego (2005)

W San Diego działa kilka organizacji polonijnych, The House of Poland. Znajduje się tu kościół polonijny Polska Misja św. Maksymiliana Kolbe.
W latach 80. XX wieku mieszkał tu piłkarz Kazimierz Deyna. Grał w drużynach San Diego Sockers i Legends San Diego. Zginął w wypadku samochodowym na Miramar Road, w drodze do swojego domu przy 9949 Maya Linda. Został pochowany na cmentarzu El Camino Memorial Park.

## Miasta partnerskie
Miasta partnerskie San Diego:
- Alcalá de Henares, Hiszpania (1982)
- Campinas, Brazylia (1995)
- Cavite, Filipiny (1969)
- Dżalalabad, Afganistan (2004)
- Edynburg, Wielka Brytania (1977)
- Jeonju, Korea Południowa (1983)
- Jokohama, Japonia (1957)
- León, Meksyk (1969)
- Panama, Panama (2015)
- Perth, Australia (1986)
- Taizhong, Tajwan (1983)
- Tema, Ghana (1976)
- Tijuana, Meksyk (1993)
- Warszawa, Polska (1996)
- Władywostok, Rosja (1991)
- Yantai, Chiny (1985)